# Drahoňův Újezd
Drahoňův Újezd è un comune della Repubblica Ceca facente parte del distretto di Rokycany, nella regione di Plzeň.